# Taeke M. de Jong
Taeke Marten de Jong (Utrecht, 24 juli 1947) is een Nederlands stedenbouwkundige en was tot 2012 hoogleraar Technische Ecologie en Methodologie aan de Technische Universiteit Delft.
De Jong studeerde stedenbouwkunde aan de Technische Universiteit Delft. Hij promoveerde in 1978 met "Milieudifferentiatie; een fundamenteel onderzoek". Hij werkte onder andere als ontwerper en onderzoeker bij het stedenbouwkundig adviesbureau Stad en Landschap en als zelfstandige via de Stichting Milieu en Stedelijke Ontwikkeling (MESO). De Jong wordt  hoogleraar Technische Ecologie en Milieuplanning aan de Technische Universiteit Delft. Onder zijn hoofdredactie verscheen in 2002 het methodologisch handboek Ways to study and research urban, architectural and technical design.